# کوراجونگ، نیو ساوت ولز
کوراجونگ (به انگلیسی: Kurrajong) یک حومه شهر در استرالیا است که در نیو ساوت ولز واقع شده‌است.